# Sprossenwand

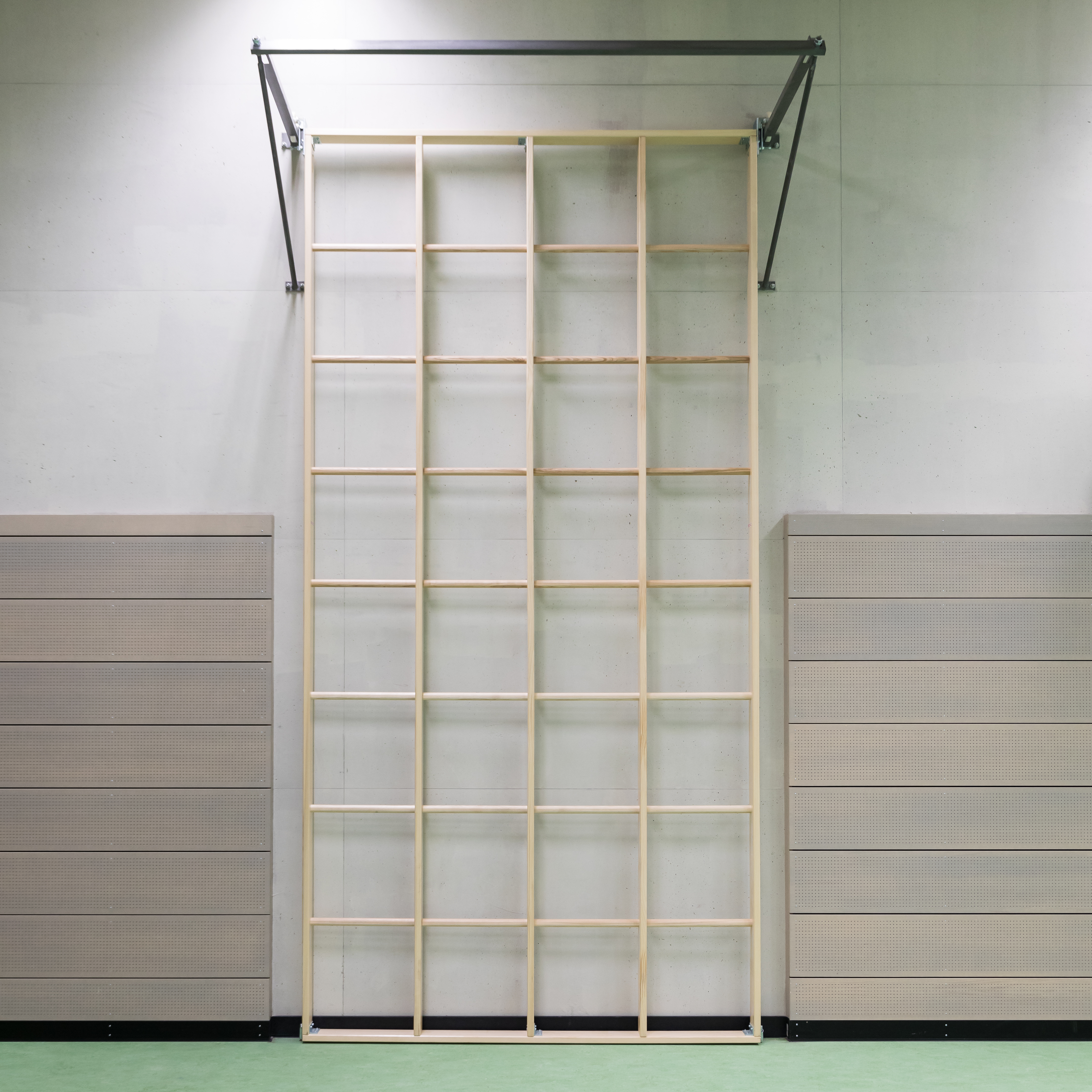
Sprossenwand in einem Turnhallenneubau 2019

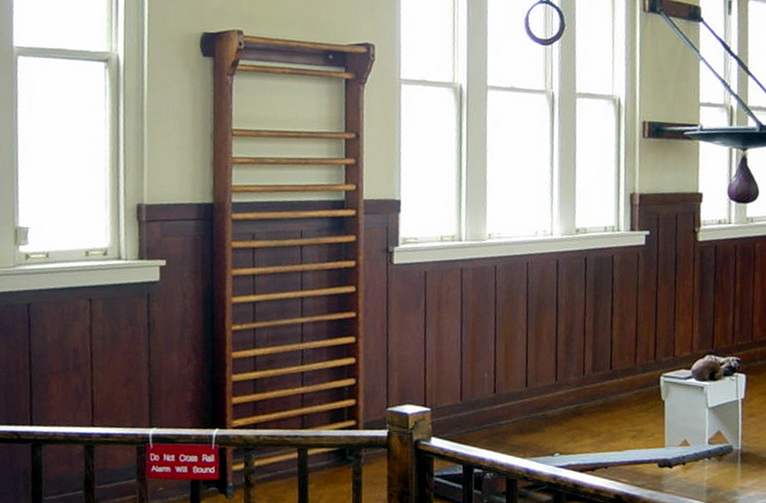
Sprossenwand (einteilig)

Als Sprossenwand wird ein leiterförmiges Sportgerät zum Klettern bezeichnet, das an einer Zimmer- oder Hallenwand befestigt ist. 
Entwickelt wurde sie von Pehr Henrik Ling (1776–1839) und weiterentwickelt von dessen Sohn Hjalmar Ling (1820–1886).

## Aussehen und Beschaffenheit
In Turnhallen ist die Sprossenwand oft ausfahrbar, damit sie von beiden Seiten über- oder durchklettert werden kann. Je nach Beschaffenheit weist eine Sprossenwand zwischen 210 und 260 cm Höhe auf und eine Sprossenanzahl von 9 bis zu 16. Die oberste Sprosse ist immer etwas vorgesetzt, um gymnastische Übungen durch Hängen daran auszuführen.

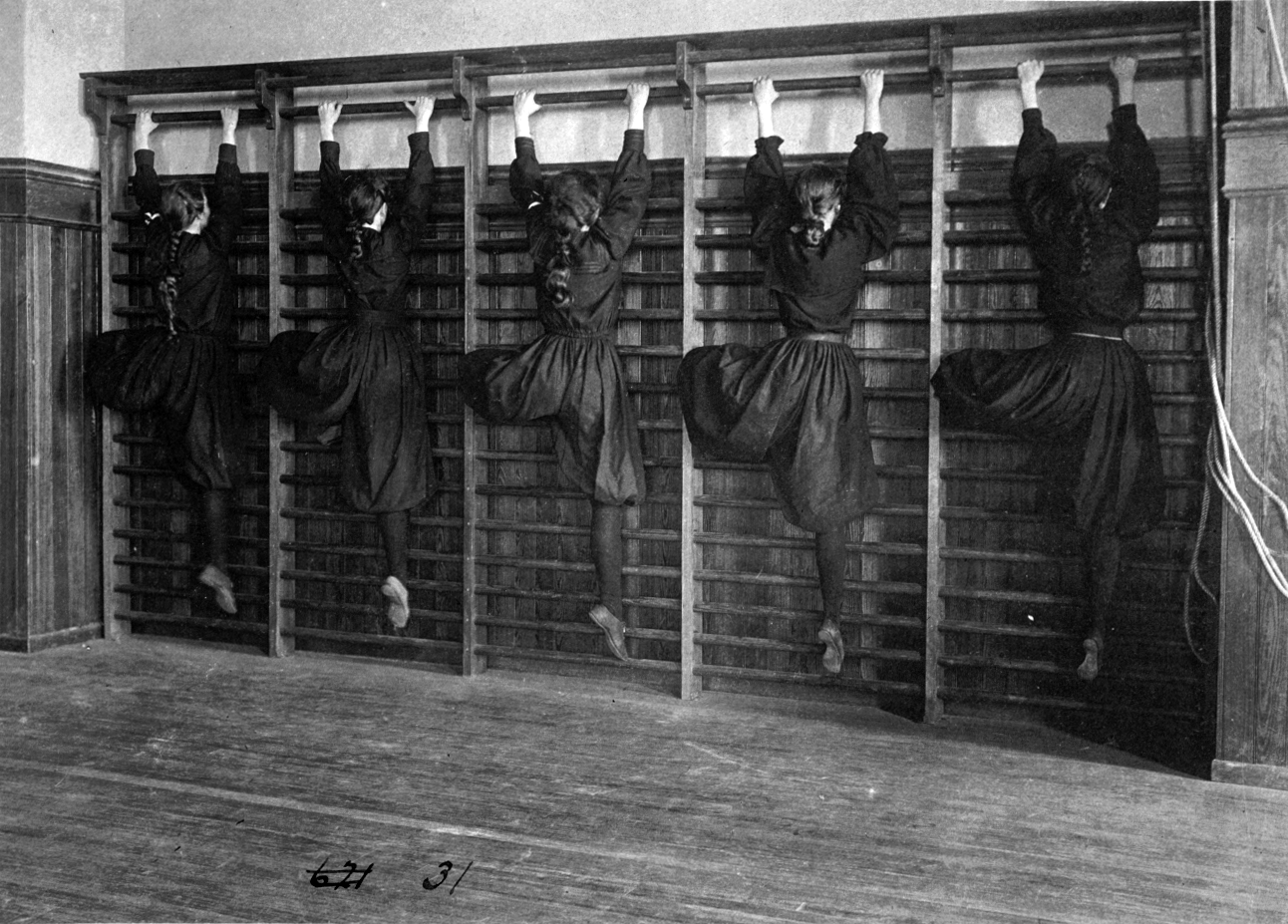
Turnende Frauen an der Sprossenwand 1899

Im oberen Teil der Sprossenleiter ist ein größerer Sprossenabstand vorgesehen, um ein Durchsteigen zu ermöglichen. Teilweise findet man einen solchen Abstand auch im unteren Viertel.
Gefertigt sind die im Handel erhältlichen Sprossenwände aus Kiefernholz, die Sprossen selbst aus zäherem Eschenholz. Die Sprossenstärke beträgt etwa 35 mm.

## Übungen
Neben Klettern, Hängen und Schwingen des Körpers an Sprossenwänden werden in Schulturnhallen diese auch genutzt, um Langbänke daran einzuhängen (balancieren und rutschen), bei ausgeklappten Wänden Seile dazwischen zu spannen und als in der Höhe selbstbestimmbarer Absprungort auf eine Matte.